# Melanophilharmostes vincenti
Melanophilharmostes vincenti är en skalbaggsart som beskrevs av Renaud Maurice Adrien Paulian 1968. Melanophilharmostes vincenti ingår i släktet Melanophilharmostes och familjen Hybosoridae. Inga underarter finns listade i Catalogue of Life.